# Concetta Antico
Concetta Antico es una artista y profesora de arte tetracrómata de origen australiano-estadounidense. 
Aunque Concetta nació con Tetracromatismo, no fue consciente de lo extraordinaria que era su condición hasta muchos años después. Creció pensando que todo el mundo era capaz de percibir los mismos colores que ella, y no fue hasta el año 2012 que descubrió que su habilidad no era tan común como creía. 

## Vida y carrera artística
Su trayecto como artista dio comienzo a muy temprana edad, con tan solo 5 años. Un juego de pinturas al óleo y un caballete, regalos que recibió por Navidad, y la obra de los impresionistas, fueron suficiente para inspirar sus primeros pasos como artista. Comenzó reproduciendo las obras de los impresionistas, emulando su uso de la luz y el color. Encontró especial gusto en la representación de la belleza de la naturaleza.
A la edad de 8 años, su madre profetizó que se convertiría en una artista y maestra famosa. Concetta nunca olvidó estas palabras, ni tan solo cuando su madre falleció 4 años más tarde. 
Con 16 dejó su hogar con el fin de dedicarse plenamente a una vida artística. Se buscó un trabajo a la vez que cursaba sus estudios para poder financiarlos, y cuando por fin se graduó, dejó su ciudad natal, Sídney, para embarcarse en una vida en Estados Unidos.
Impulsada por su pasión por la pintura y la memoria de su madre, Concetta pasó las siguientes tres décadas de su vida pintando la belleza de la tierra mientras educaba a otros con sus hábiles metodologías de pintura autodefinidas, junto con su capacidad innata para ver el color en formas de otro mundo.
En su escuela de arte y estudio The Salon of Art en San Diego, California, Concetta enseñó a más de 25.000 estudiantes de todas las edades y creó más de 1.000 obras originales al óleo sobre lienzo, cumpliendo así la profecía de su madre.
Actualmente vive y trabaja entre Sídney, Australia, y San Diego, California, en Estados Unidos.

## Su obra
La prolífica obra de Concetta se destaca por su uso característico de colores vibrantes y escenas impresionistas, el resultado de su procesamiento visual del mundo de manera diferente. El objetivo de todo su trabajo es representar una realidad diferente a todo lo que los espectadores hayan experimentado antes. Su trabajo es una ventana para que los espectadores vean su mundo hipercolorido.
Ha expuesto en los Estados Unidos, Asia y Australia, y su trabajo se encuentra en cientos de colecciones públicas y privadas, incluidas Robert y Allison Price, Brian Strauss, Kevin Harrington, el Museo de la Mujer de California, la Colección del Museo Dr. Wendy Martin., Rady Children's Hospital y otros lugares.
Ha aparecido en The Cut, Vogue, The Guardian, BBC, The Wall Street Journal, numerosos documentales científicos, publicaciones educativas y de otro tipo, y es objeto de continuo interés multimedia.

## Su vida con tetracromatismo
Como persona tetracromática, Concetta es capaz de percibir 100 millones de colores más que una persona con una visión normal tricromática, hecho respaldado científicamente por investigadores de UC Irvine, California. 
La tetracromacia es una condición genética que proporciona un cuarto receptor (cono) en la retina. Aunque la mayoría de personas tienen tres fotopigmentos retinianos (uno sensible a la luz azul, otro a la luz verde, y un último a la luz roja), hay algunos individuos que tienen una Mutación genética específica que proporcionan un potencial genético para la expresión de cuatro clases distintas de fotopigmentos retinianos: los tres conos mencionados anteriormente más un cuarto entre el verde y el rojo.
Se dice que los individuos que tienen cuatro fotopigmentos retinianos tienen los genes o la base genética para la tetracromacia retiniana (tetra = cuatro, croma = color). Concetta es uno de esos individuos cuyo análisis genético a finales de 2012 demostró una secuencia genética consistente con la mutación genética específica que permite la expresión de cuatro fotopigmentos retinianos. 
Si bien la ciencia de cómo el sistema nervioso traduce y procesa las señales y la información derivada de estos cuatro fotopigmentos retinianos es objeto de intenso debate, percibimos en las pinturas de Concetta, así como en las primeras investigaciones perceptuales a las que se ha sometido, un procesamiento de color excepcional en comparación con los controles normales.